# Formula 18
La classe Formula 18, abbreviata in F18, è una classe di catamarani sportivi regolamentata con formula di restrizione. Creata nei primi anni novanta è cresciuta rapidamente ottenendo il riconoscimento di classe da World Sailing, con flotte da regata numerose in tutto il mondo.

## Obiettivi della classe
L'obiettivo generale della classe è offrire regate con molti partecipanti, sicure, entusiasmanti ed eque con catamarani da 18 piedi.

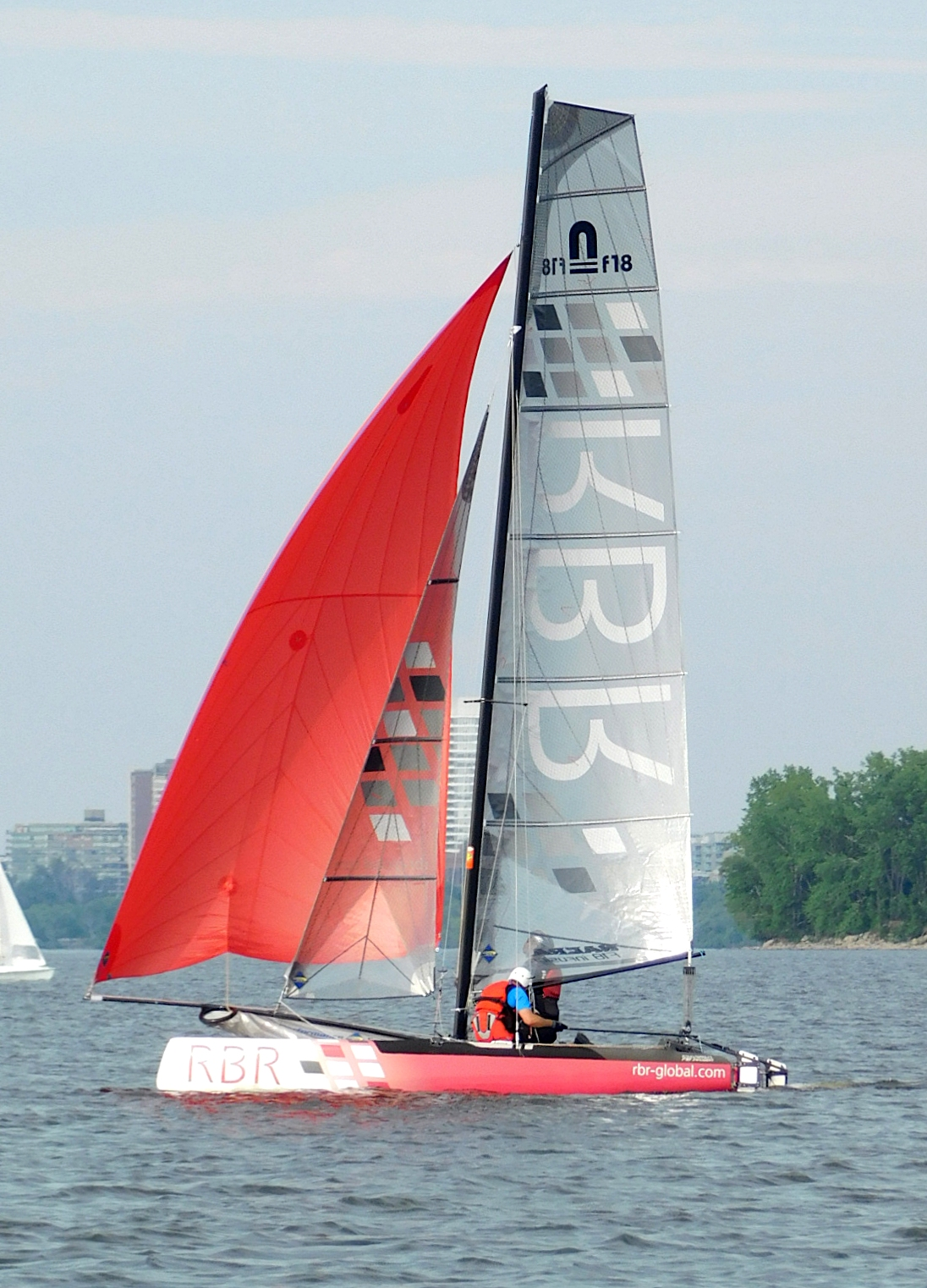
Un catamarano classe Formula 18

La classe F18 è una classe "box rule ", quindi qualsiasi barca che soddisfa il set limitato di specifiche di progettazione può partecipare a tutte le regate F18. Questo ha portato molte case costruttrici ed anche costruttori amatoriali a progettare le proprie barche F18 per farle gareggiare in questa classe. Tuttavia i progetti delle maggiori case costruttrici sono quelli che hanno dominato la classe. La presenza di più costruttori di barche e di velai nella classe stimola l'innovazione e aiuta a limitare i costi per i regatanti.
La regola di classe F18 consente uno sviluppo limitato, raggiungendo un equilibrio tra l'evoluzione nel progetto dei multiscafi e la conservazione del capitale investito nella flotta. Sin dalla sua introduzione, la F18 ha visto una costante evoluzione delle forme sia dello scafo che della vele, il che ha portato a prestazioni notevolmente migliorate sia in termini di maneggevolezza che di velocità. L'ultima innovazione adottata è stata l'introduzione della randa "decksweeper" ai Mondiali 2017. Equipaggi esperti possono portare gli F18 a raggiungere una velocità di oltre 13 nodi di bolina e oltre 20 nodi al lasco.
Il peso minimo relativamente elevato della barca favorisce la costruzione robusta e limita i benefici ottenibili con tecniche di costruzione avanzate e fragili, mantenendo bassi i costi e aumentando la longevità delle imbarcazioni. La piattaforma (l'insieme di scafi e traverse) permette l'utilizzo di parti intercambiabili, ad esempio l'uso di derive a foil che trasforma un F18 in un catamarano foiling utilizzabile al di fuori delle competizioni ufficiali di classe Formula 18. Il peso relativamente elevato della barca riduce la sensibilità delle prestazioni al peso dell'equipaggio.
La classe F18 utilizza anche un sistema di compensazione con pesi extra per equipaggi leggeri che permette di far regatare in modo competitivo equipaggi all'interno di un range di peso ampio.

## Sviluppo della classe
La classe Formula 18 è stata creata nel 1994 da Olivier Bovyn e Pierre-Charles Barraud per introdurre, ad un costo accessibile nel mondo dei catamarani sportivi, regate in tempo reale al posto di quelle in tempo compensato. Il concetto divenne rapidamente popolare e grazie alla sua rapida crescita, la classe Formula 18 raggiunse lo status di Classe riconosciuta ISAF già nel 1996, a soli 18 mesi dalla sua creazione.
Inizialmente la classe ebbe diffusione principalmente in Europa, diffondendosi poi in Australia e nelle Americhe. La classe F18 attualmente ha circuiti di regate in molte zone del mondo. Diverse migliaia di barche sono state vendute nel corso degli anni. La F18 attira sia uomini che donne, nonché equipaggi misti ed è particolarmente popolare per equipaggi con peso totale compreso tra 140–170 kg.
I catamarani F18 sono stati scelti anche per disputare regate su lunghe distanze denominate raid come la Stockholm Archipelago Raid, la Worrell 1000 o la Round Texel.
Le barche sono dotate di doppi trapezi e gennaker, richiedono quindi un equipaggio esperto e fisicamente idoneo per essere competitivi. Tuttavia, questo tipo di catamarano è utilizzato anche per la navigazione puramente ricreativa.
Nel corso del tempo la classe ha visto la partecipazione di molti regatanti di talento che hanno poi avuto risultati di rilievo nelle classi di vela olimpica, o in eventi internazionali come la Coppa America, il Trofeo Jules Verne e la Volvo Ocean Race.
Tra questi: Carolijn Brouwer, Glenn Ashby, Darren Bundock, Jimmy Spithill, Mitch Booth e Franck Cammas.
La classe Formula 18 è regolamentata dalla International Formula 18 Class Association ed è riconosciuta come classe di multiscafi dalla World Sailing.
Il successo iniziale della classe F18 negli anni '90 ha ispirato la creazione della classe Formula 16. Inoltre, numerosi progetti di catamarani creati per la Formula 18 hanno dato vita a classi monotipo; tra questi: Hobie Tiger, Hobie Wildcat e Nacra Infusion.

## Lista modelli Formula 18

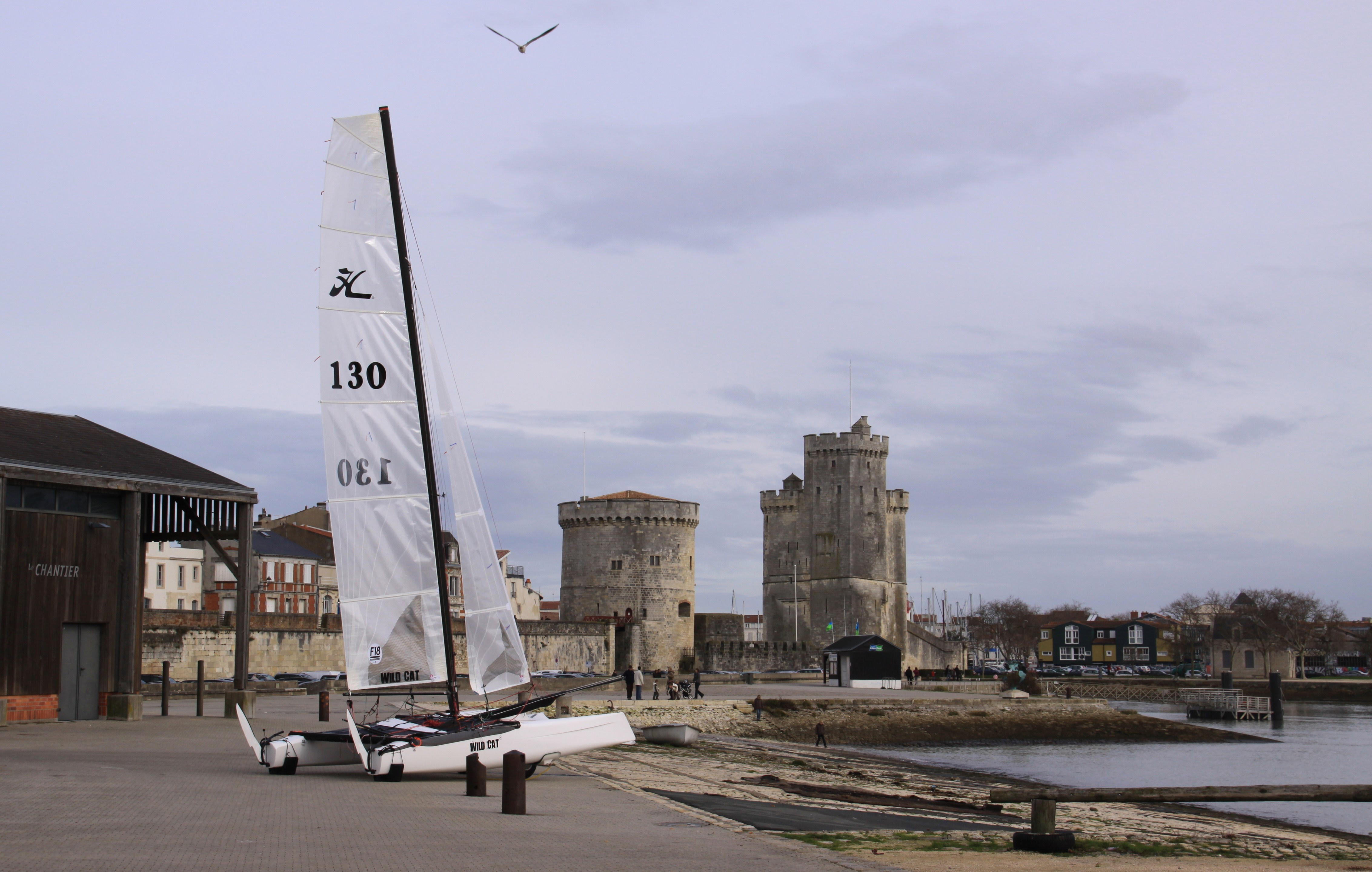
un catamarano F18 Hobie Cat Wild Cat

- un catamarano F18 Hobie Cat Wild CatHobie Cat Wild Cat, sostituto del Hobie Tiger prodotto dalla americana Hobie Cat.
- Mattia 18, prodotto in varie versioni dal 1996 dalla società italiana Mattia Catamarani.
- Dart Hawk, uno dei primi F18, disegnato da Y. Loday.
- Hobie Tiger, un modello di riferimento per molti anni, progettato da Jacques Valer.
- Mystère Twister, allo stesso livello del Hobie Tiger.
- Alado 18, progettato e prodotto da Jacques Valer, servì da base per l' HC Tiger.
- Nacra Inter 18, barca di origine americana-olandese
- Nacra F18 progettata da Comyn, più volte campione del mondo.
- Cirrus, Cirrus F18, progettato e fabbricato da E. Boulogne nel nord della Francia. È stato campione del mondo condotta dai fratelli Boulogne.
- Diam progettato e prodotto da Vianney Ancelin
- Capricorn progettato in Australia da Martin Fisher, è stato un F18 molto innovativo .
- Nacra Infusion : progettato dallo studio Morelli Melvin, ha subito un'evoluzione MK2 nel 2011 - campione del mondo 2008, 2009, 2013. la forte diffusione ha permesso la creazione di una classe monotipo riconosciuta da World Sailing.
- AHPC C2 : progettato da Greg Goodall, successore del Capricorn, è stato vice campione del mondo 2010 e 2012, campione del mondo 2011.